# Walter Foitzick
Walter Foitzick (* 19. Oktober 1886 in Ratibor; † 31. August 1955 in München) war ein deutscher Schriftsteller, Journalist und Redakteur.

## Leben
Foitzick besuchte laut der in seinen ersten Büchern abgedruckten Kurzbiografie Gymnasien in Neuruppin und Berlin, studierte dann Kunstgeschichte, zuletzt in München. Foitzick wird gelegentlich als Kunsthistoriker bezeichnet. Er kam 1909 nach München und arbeitete in den 1920er Jahren als Redakteur der Münchner Illustrierten Presse im Knorr & Hirth-Verlag. In dieser Zeit entstanden gemeinsam mit Karl Arnold innovativ kombinierte Text-Bild-Geschichten. 1938 bis 1944 fungierte Foitzick als Chefredakteur, im NS-Sprachgebrauch „Hauptschriftleiter“, des Simplicissimus, wahrscheinlich weil diese Satirezeitschrift seit dem Oktober 1936 ebenfalls im Knorr & Hirth-Verlag erschien.

## Schriften
- Unter uns gesagt. Heitere Daseinsbetrachtungen. Mit 40 Zeichnungen von Fritz Fliege. München: Heimeran 1939
- Heiterer Olymp. Gezeichnet von Franziska Bilek. Beschrieben von Peter Simpel. Stuttgart: Spemann 1940
- Man kann nie wissen. Heitere Randbemerkungen zum Jahreslauf. Mit Zeichnungen von Fritz Fliege. München: Heimeran 1942
- Münchener Spaziergänge. München: Heimeran 1948
- 50 Jahre Humor. Olaf Gulbransson. Einführung von Walter Foitzick. Hannover: Fackelträger 1955
- Das Münchner Jahr. Ein Photobuch mit Aufnahmen von Elisabeth Niggemeyer. Mit Texten von Walter Foitzick. Hg. von Hans Joachim Sparr. München: Süddeutscher Verlag 1955
- Ich grüss’ Euch, Ihr Lieben. Vignetten von Rudolf Niess. München: Heimeran 1956
- Meine Faschingsbräute. Lebensweisheiten und Torheiten. München: Piper 1973

## Weblink
- Literatur von und über Walter Foitzick im Katalog der Deutschen Nationalbibliothek

| Personendaten    | Personendaten                                      |
| ---------------- | -------------------------------------------------- |
| NAME             | Foitzick, Walter                                   |
| ALTERNATIVNAMEN  | Simpel, Peter (Pseudonym)                          |
| KURZBESCHREIBUNG | deutscher Schriftsteller, Journalist und Redakteur |
| GEBURTSDATUM     | 19. Oktober 1886                                   |
| GEBURTSORT       | Ratibor                                            |
| STERBEDATUM      | 31. August 1955                                    |
| STERBEORT        | München                                            |